# Falkenbergs VBK
Falkenbergs VBK ist ein Volleyballverein aus Falkenberg, Schweden, welcher 1985 als Zusammenschluss von Ätradalens VK und Köinge JUF gegründet wurde. Der Verein spielt seit 2002 in der höchsten schwedischen Liga ("Elitserien") und errang 2007 seine erste nationale schwedische Meisterschaft.